# Talsperre Valparaíso
Die Talsperre Valparaíso (spanisch Presa de Valparaíso) ist eine Talsperre mit Wasserkraftwerk in der Provinz Zamora, Spanien. Sie staut den Tera, der hier die Grenze zwischen den Gemeinden Mombuey und Villardeciervos bildet, zu einem Stausee auf. Die Talsperre dient der Stromerzeugung. Sie wurde 1987 (bzw. 1988) fertiggestellt. Die Talsperre ist im Besitz von Iberdrola Generacion S.A. und wird auch von Iberdrola betrieben.

## Absperrbauwerk
Das Absperrbauwerk ist eine Gewichtsstaumauer aus Beton mit einer Höhe von 67 m über der Gründungssohle. Die Mauerkrone liegt auf einer Höhe von 836 m über dem Meeresspiegel. Die Länge der Mauerkrone beträgt 540 m. Das Volumen der Staumauer beträgt 269.830 m³.
Die Staumauer verfügt sowohl über einen Grundablass als auch über eine Hochwasserentlastung. Über den Grundablass können maximal 80 (bzw. 90) m³/s abgeleitet werden, über die Hochwasserentlastung maximal 1012 m³/s. Das Bemessungshochwasser liegt bei 1097 m³/s. Die Hochwasserentlastung befindet sich auf der linken Flussseite.

## Stausee
Beim normalen Stauziel von 833 m erstreckt sich der Stausee über eine Fläche von rund 12,23 km² und fasst 162 (bzw. 169) Mio. m³ Wasser; davon können 102 (bzw. 145) Mio. m³ für die Stromerzeugung genutzt werden.

## Kraftwerk
Die installierte Leistung des Kraftwerks beträgt 66 (bzw. 67,5) MW. Die beiden Francis-Turbinen gingen 1988 in Betrieb. Die Fallhöhe beträgt 46,30 m. Der maximale Durchfluss liegt bei 160 m³/s für die beiden Turbinen. Das Maschinenhaus befindet sich am Fuß der Staumauer.